# タチシバハギ
タチシバハギ（立芝萩、学名：Desmodium incanum）はマメ科アコウマイハギ属の多年生草本。帰化植物。

## 特徴
草丈20-50 cm。葉は互生し3出複葉、小葉は3-6 cmの楕円形～倒披針形で葉先は丸い。葉表の中央脈に沿って灰白色の斑紋がある。茎頂に10 cm程度の総状花序を出し、赤紫色で長さ約1 cmの蝶型花を10-25個つける。花期は3-12月。節果は多少湾曲し、長さ約4 cm、5-6小節果からなる。熟すると黒褐色になり、表面の短毛（トリコーム、trichomes）で動物や衣服などに付着して種子を散布する。種子でも地下茎でも増殖する。

## 分布と生育環境
南アメリカ原産。第二次世界大戦後に南西諸島に帰化。ハワイを含む太平洋諸島にも広がっている。人が集まる公園や広場、芝生、道端、野原などでみられる。

## 利用
当初は飼料作物として各地に導入されたが重要視されず、雑草と見なされている。窒素固定能力が高く、間作として使用される。

## ギャラリー

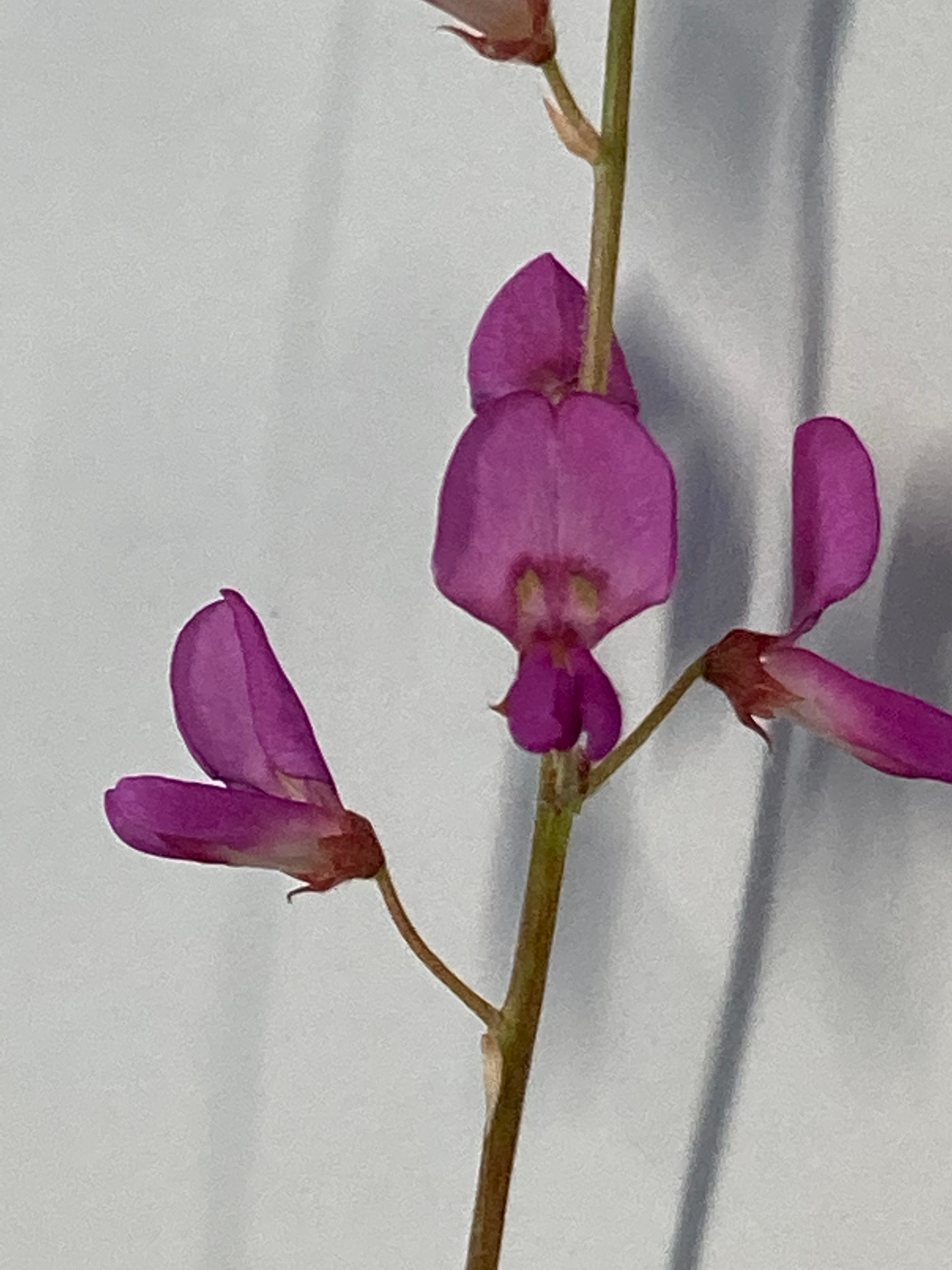
蝶形花
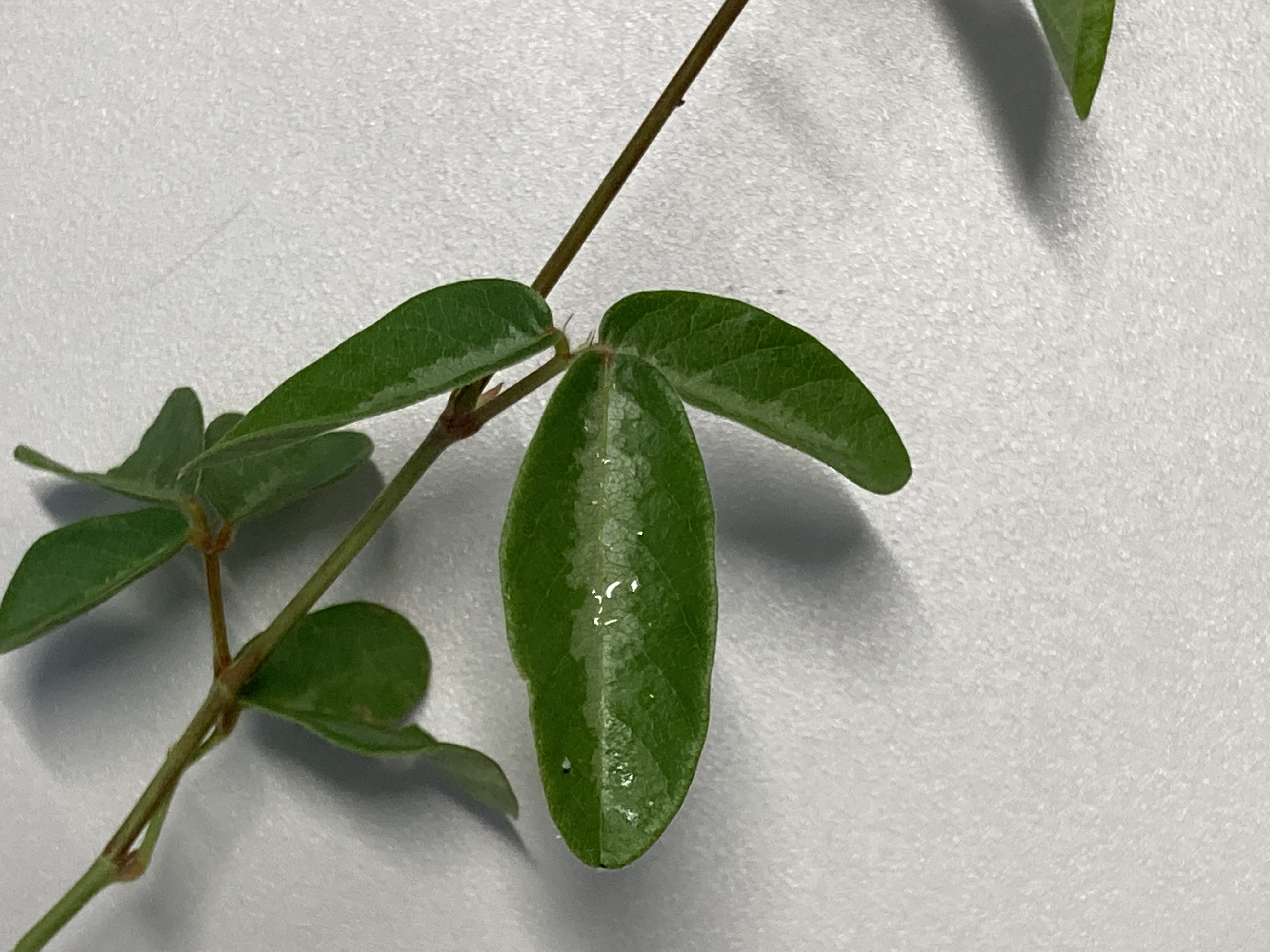
葉表の中央脈に沿って灰白色の斑紋がある
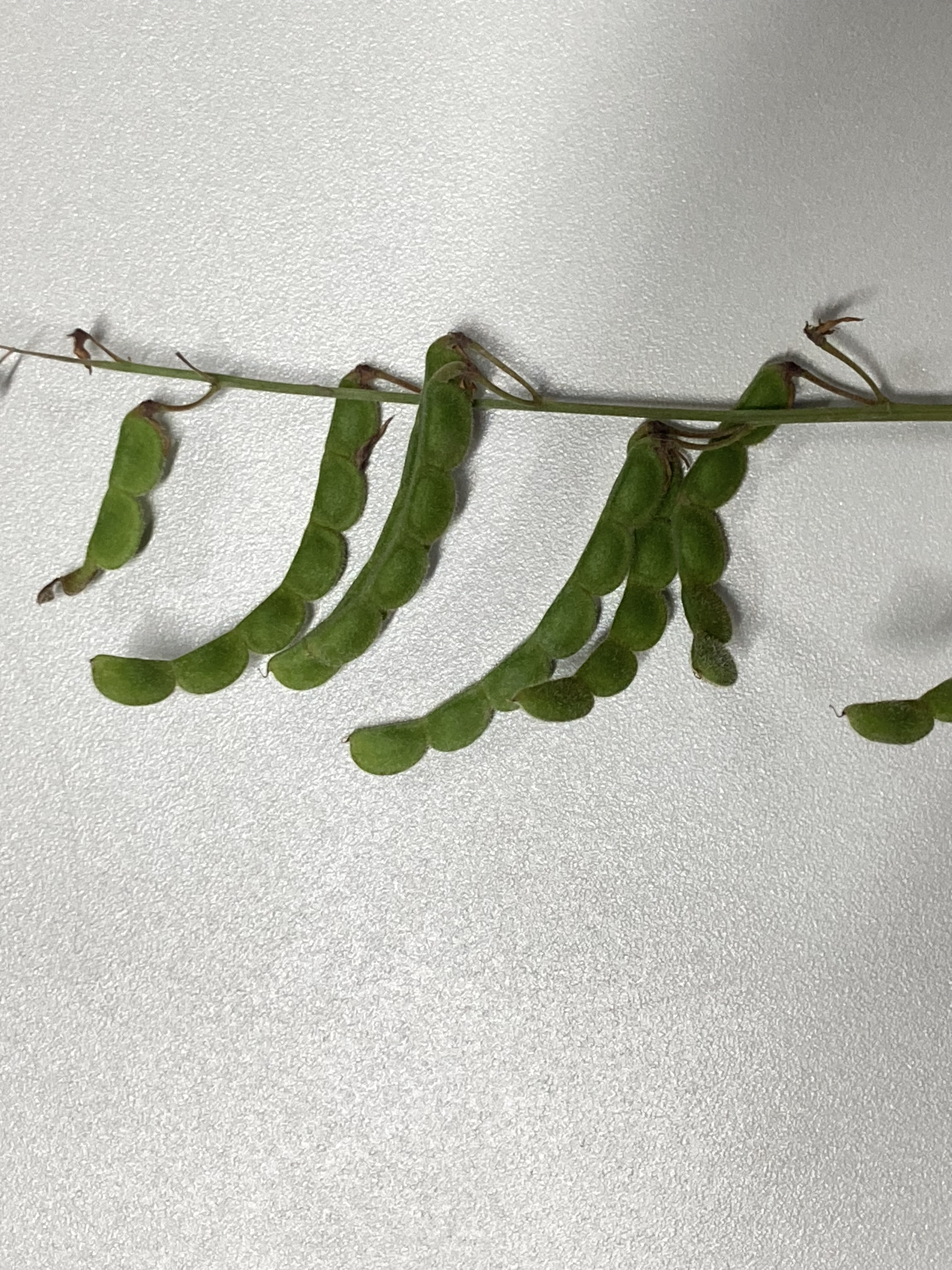
タチシバハギの豆果